# 華元
華 元（か げん、生没年不詳）は、中国春秋時代の宋の政治家。二大国･晋と楚の和平を取り持った。礼を重んじる理想主義者として知られる。宋屈指の名宰相の一人。
| 姓名           | 華元（子姓華氏）          |
| 時代           | 春秋時代                  |
| 生没年         | 生没年不詳                |
| 字・別号       | ―                         |
| 本貫・出身地等 | 商丘                      |
| 職官           | 右師〔宋文公～宋平公〕    |
| 爵位・号等     | ―                         |
| 陣営・所属等   | 文公→共公→平公            |
| 家族・一族     | 父：華御事 子：華閲、華臣 |

## 生涯

### 華氏の始まり
華氏は戴公から始まる大族・戴氏の宗家であり、2代目の華父督は当時の宋公の殤公を暗殺して荘公を擁立するほどの権勢を誇っていた。
その曾孫で華氏宗家5代目の華元は、紀元前611年頃には右師（宰相）であった。（おそらく父親の華御事が死んだと推定される紀元前616年頃に任命されたと思われる）

### 大棘の戦い
紀元前607年、宋は鄭に攻められ、華元と楽呂がこれを迎え撃った。華元は見事に兵を進退させ、自軍に有利な陣をしいた。しかし決戦前夜、華元は全軍に羊の肉を振舞ったが御者の羊斟には羊の肉を与えなかった。このことを恨んだ羊斟は、翌日の戦いで華元の乗る兵車を、鄭の指揮官のもとへと運んだので、華元は捕えられ、混乱した宋軍を率いて奮戦した楽呂は戦死した。
文公は鄭に贈物をして華元を取り戻そうとしたが、華元は贈物が鄭に半分届いた段階で鄭を脱出した。宋に帰った華元は羊斟を許したが、羊斟は魯に出奔した。

### 商丘攻防戦
紀元前595年、楚の申舟が宋国内を無断で通過したので華元はこれを捕えた。
華元は「楚が通行の挨拶をしないのは、宋を自国の領土として扱っているからだ。自国の領土して扱われれば国が滅びたのと同じであるし、使者を捕えたことが楚王に知られれば宋は討たれ、どちらにせよ宋は滅びるだろう」と言って申舟を殺した。
その年の内に、楚の荘王は宋都商丘を包囲し、7ヶ月に及んだ。宋では餓死者が続出したが、文公と華元のもとでよくまとまり、なかなか落城しなかった。すると荘王は宋都の郊外に家を作って耕作し、持久戦の構えをみせた。
華元はそれを見て密かに宋都を抜け出して、楚将の子反に会いにいった。華元は子反の陣幕に忍び込み、寝台の子反を揺すり起こして「宋では今や子供を交換して食べあい、死者の骨を砕いて炊事している有様です。どうか三十里退却してください。そうすればどのような盟約にも応じます」と言った。不意を突かれた子反はこれを了承した。
華元は自ら楚の人質となったが、文公はすぐに公子囲亀を代わりとして楚に送り、華元を取り返した。

### 晋と楚の和議
紀元前589年、文公が没すると華元は楽挙とともに宋に前例がないほど盛大な葬儀を行った。このため世の人々は華元を非難した。
同じ年に、華元は中華の大国である晋と楚の和議を取り持った。これは華元の生涯の中でも大功に値するもので、後に華元の後を継いで右師となった向戌も一度は破れた晋と楚の和議を再び取り持っている。

## 華元を題材にした小説
- 宮城谷昌光『華栄の丘』文藝春秋,2000年